# كارلوس فالينزويلا
كارلوس فالينزويلا (بالإسبانية: Carlos Fernando Valenzuela) هو لاعب كرة قدم أرجنتيني في مركز الهجوم، ولد في 22 أبريل 1997 في سانتياغو ديل استيرو في الأرجنتين. لعب مع نادي راسينغ.

## وصلات خارجية
- كارلوس فالينزويلا على موقع قاعدة بيانات كرة القدم.إي يو (الإنجليزية)
- كارلوس فالينزويلا على موقع Soccerway.com (الإنجليزية)
- كارلوس فالينزويلا على موقع أوليمبيديا (الإنجليزية)
- كارلوس فالينزويلا على موقع AS.com (الإسبانية)